# Challenge de Majorque 2018
La 27e édition du Challenge de Majorque a lieu du 25 au 28 janvier 2018. Au total, quatre épreuves font partie de ce Challenge de Majorque. Le classement final de l'épreuve n'est plus calculé depuis 2010. Les quatre courses font partie du calendrier UCI Europe Tour 2018 en catégorie 1.1.

## Équipes
Dix-huit équipes participent à ce Challenge de Majorque - cinq WorldTeams, huit équipes continentales professionnelles, quatre équipes continentales et une équipe nationale :
| WorldTeams (5)- Movistar Team - Sky - Bora-Hansgrohe - Lotto Soudal - Trek-Segafredo Équipes continentales professionnelles (8)- Caja Rural-Seguros RGA - Burgos-BH - Fortuneo-Samsic - Sport Vlaanderen-Baloise - Euskadi Basque Country-Murias - Israel Cycling Academy - Roompot-Nederlandse Loterij - WB-Aqua Protect-Veranclassic Équipes continentales (4)- Biesse Carrera Gavardo - Fundación Euskadi - Pannon - Team Sauerland NRW p/b SKS GERMANY Équipe nationale- Espagne |
| |

## Étapes
| Étape                                       | Date       | Villes étapes                         |                           | Distance (km) | Vainqueur d’étape | Leader du classement général |
| ------------------------------------------- | ---------- | ------------------------------------- | ------------------------- | ------------- | ----------------- | ---------------------------- |
| Trofeo Porreres-Felanitx-Ses Salines-Campos | 25 janvier | Porreres - Campos                     | Étape de plaine           | 177,7         | John Degenkolb    | Aucun leader                 |
| Trofeo Serra de Tramontana                  | 26 janvier | Sóller - Deià                         | Étape de moyenne montagne | 140,1         | Tim Wellens       | Aucun leader                 |
| Trofeo Lloseta-Andratx                      | 27 janvier | Lloseta - Andratx                     | Étape de moyenne montagne | 165,8         | Toms Skujiņš      | Aucun leader                 |
| Trofeo Palma                                | 28 janvier | Palma de Majorque - Palma de Majorque | Étape de plaine           | 159,6         | John Degenkolb    | Aucun leader                 |

## Classements

### Trofeo Porreres-Felanitx-Ses Salines-Campos
| \| Classement général \| Classement général \| Classement général \| Classement général \| Classement général \| \| Coureur \| Coureur \| Pays \| Équipe \| Temps \| \| ------------------ \| ------------------ \| ------------------ \| ---------------------------------- \| ------------------ \| \| 1er \| John Degenkolb \| Allemagne \| Trek-Segafredo \| 4 h 02 min 18 s \| \| 2e \| Sondre Holst Enger \| Norvège \| Israel Cycling Academy \| + 0 s \| \| 3e \| Jasper De Buyst \| Belgique \| Lotto-Soudal \| + 0 s \| \| 4e \| Kenny Dehaes \| Belgique \| WB-Aqua Protect-Veranclassic \| + 0 s \| \| 5e \| Albert Torres \| Espagne \| Espagne \| + 0 s \| \| 6e \| Xavier Cañellas \| Espagne \| Espagne \| + 0 s \| \| 7e \| Daniele Bennati \| Italie \| Movistar Team \| + 0 s \| \| 8e \| Erik Baška \| Slovaquie \| Bora-Hansgrohe \| + 0 s \| \| 9e \| Leonardo Basso \| Italie \| Team Sky \| + 0 s \| \| 10e \| Aaron Grosser \| Allemagne \| Team Sauerland NRW p/b SKS Germany \| + 0 s \| |                    |           |                                    |                 |
| |                    |           |                                    |                 |
| Source : ProCyclingStats |                    |           |                                    |                 |
| Classement général |                    |           |                                    |                 |
| Coureur | Coureur            | Pays      | Équipe                             | Temps           |
| 1er | John Degenkolb     | Allemagne | Trek-Segafredo                     | 4 h 02 min 18 s |
| 2e | Sondre Holst Enger | Norvège   | Israel Cycling Academy             | + 0 s           |
| 3e | Jasper De Buyst    | Belgique  | Lotto-Soudal                       | + 0 s           |
| 4e | Kenny Dehaes       | Belgique  | WB-Aqua Protect-Veranclassic       | + 0 s           |
| 5e | Albert Torres      | Espagne   | Espagne                            | + 0 s           |
| 6e | Xavier Cañellas    | Espagne   | Espagne                            | + 0 s           |
| 7e | Daniele Bennati    | Italie    | Movistar Team                      | + 0 s           |
| 8e | Erik Baška         | Slovaquie | Bora-Hansgrohe                     | + 0 s           |
| 9e | Leonardo Basso     | Italie    | Team Sky                           | + 0 s           |
| 10e | Aaron Grosser      | Allemagne | Team Sauerland NRW p/b SKS Germany | + 0 s           |

### Trofeo Serra de Tramontana
| \| Classement général \| Classement général \| Classement général \| Classement général \| Classement général \| \| Coureur \| Coureur \| Pays \| Équipe \| Temps \| \| ------------------ \| ------------------- \| ------------------ \| --------------------------- \| ------------------ \| \| 1er \| Tim Wellens \| Belgique \| Lotto-Soudal \| 3 h 45 min 52 s \| \| 2e \| Gianni Moscon \| Italie \| Team Sky \| + 0 s \| \| 3e \| Alejandro Valverde \| Espagne \| Movistar Team \| + 24 s \| \| 4e \| Gianluca Brambilla \| Italie \| Trek-Segafredo \| + 27 s \| \| 5e \| Gregor Mühlberger \| Autriche \| Bora-Hansgrohe \| + 37 s \| \| 6e \| Patrick Konrad \| Autriche \| Bora-Hansgrohe \| + 5 min 06 s \| \| 7e \| Michael Gogl \| Autriche \| Trek-Segafredo \| + 5 min 06 s \| \| 8e \| Bauke Mollema \| Pays-Bas \| Trek-Segafredo \| + 5 min 06 s \| \| 9e \| Pim Ligthart \| Pays-Bas \| Roompot-Nederlandse Loterij \| + 5 min 06 s \| \| 10e \| Felix Großschartner \| Autriche \| Bora-Hansgrohe \| + 5 min 06 s \| |                     |          |                             |                 |
| |                     |          |                             |                 |
| Source : ProCyclingStats |                     |          |                             |                 |
| Classement général |                     |          |                             |                 |
| Coureur | Coureur             | Pays     | Équipe                      | Temps           |
| 1er | Tim Wellens         | Belgique | Lotto-Soudal                | 3 h 45 min 52 s |
| 2e | Gianni Moscon       | Italie   | Team Sky                    | + 0 s           |
| 3e | Alejandro Valverde  | Espagne  | Movistar Team               | + 24 s          |
| 4e | Gianluca Brambilla  | Italie   | Trek-Segafredo              | + 27 s          |
| 5e | Gregor Mühlberger   | Autriche | Bora-Hansgrohe              | + 37 s          |
| 6e | Patrick Konrad      | Autriche | Bora-Hansgrohe              | + 5 min 06 s    |
| 7e | Michael Gogl        | Autriche | Trek-Segafredo              | + 5 min 06 s    |
| 8e | Bauke Mollema       | Pays-Bas | Trek-Segafredo              | + 5 min 06 s    |
| 9e | Pim Ligthart        | Pays-Bas | Roompot-Nederlandse Loterij | + 5 min 06 s    |
| 10e | Felix Großschartner | Autriche | Bora-Hansgrohe              | + 5 min 06 s    |

### Trofeo Lloseta-Andratx
| \| Classement général \| Classement général \| Classement général \| Classement général \| Classement général \| \| Coureur \| Coureur \| Pays \| Équipe \| Temps \| \| ------------------ \| ------------------------ \| ------------------ \| --------------------------- \| ------------------ \| \| 1er \| Toms Skujiņš \| Lettonie \| Trek-Segafredo \| 4 h 19 min 14 s \| \| 2e \| Gregor Mühlberger \| Autriche \| Bora-Hansgrohe \| + 25 s \| \| 3e \| Elmar Reinders \| Pays-Bas \| Roompot-Nederlandse Loterij \| + 31 s \| \| 4e \| Alejandro Valverde \| Espagne \| Movistar Team \| + 42 s \| \| 5e \| Pim Ligthart \| Pays-Bas \| Roompot-Nederlandse Loterij \| + 42 s \| \| 6e \| Eduard Prades \| Espagne \| Euskadi-Murias \| + 42 s \| \| 7e \| Tim Wellens \| Belgique \| Lotto-Soudal \| + 42 s \| \| 8e \| Gianni Moscon \| Italie \| Team Sky \| + 42 s \| \| 9e \| Vicente García de Mateos \| Espagne \| Espagne \| + 42 s \| \| 10e \| Bauke Mollema \| Pays-Bas \| Trek-Segafredo \| + 42 s \| |                          |          |                             |                 |
| |                          |          |                             |                 |
| Source : ProCyclingStats |                          |          |                             |                 |
| Classement général |                          |          |                             |                 |
| Coureur | Coureur                  | Pays     | Équipe                      | Temps           |
| 1er | Toms Skujiņš             | Lettonie | Trek-Segafredo              | 4 h 19 min 14 s |
| 2e | Gregor Mühlberger        | Autriche | Bora-Hansgrohe              | + 25 s          |
| 3e | Elmar Reinders           | Pays-Bas | Roompot-Nederlandse Loterij | + 31 s          |
| 4e | Alejandro Valverde       | Espagne  | Movistar Team               | + 42 s          |
| 5e | Pim Ligthart             | Pays-Bas | Roompot-Nederlandse Loterij | + 42 s          |
| 6e | Eduard Prades            | Espagne  | Euskadi-Murias              | + 42 s          |
| 7e | Tim Wellens              | Belgique | Lotto-Soudal                | + 42 s          |
| 8e | Gianni Moscon            | Italie   | Team Sky                    | + 42 s          |
| 9e | Vicente García de Mateos | Espagne  | Espagne                     | + 42 s          |
| 10e | Bauke Mollema            | Pays-Bas | Trek-Segafredo              | + 42 s          |

### Trofeo Palma
| \| Classement général \| Classement général \| Classement général \| Classement général \| Classement général \| \| Coureur \| Coureur \| Pays \| Équipe \| Temps \| \| ------------------ \| ------------------ \| ------------------ \| --------------------------- \| ------------------ \| \| 1er \| John Degenkolb \| Allemagne \| Trek-Segafredo \| 3 h 47 min 29 s \| \| 2e \| Erik Baška \| Slovaquie \| Bora-Hansgrohe \| + 0 s \| \| 3e \| Coen Vermeltfoort \| Pays-Bas \| Roompot-Nederlandse Loterij \| + 0 s \| \| 4e \| Enrique Sanz \| Espagne \| Euskadi-Murias \| + 0 s \| \| 5e \| Carlos Barbero \| Espagne \| Movistar Team \| + 0 s \| \| 6e \| Albert Torres \| Espagne \| Espagne \| + 0 s \| \| 7e \| Jordi Warlop \| Belgique \| Sport Vlaanderen-Baloise \| + 0 s \| \| 8e \| José Joaquín Rojas \| Espagne \| Movistar Team \| + 0 s \| \| 9e \| Leonardo Basso \| Italie \| Team Sky \| + 0 s \| \| 10e \| Xavier Cañellas \| Espagne \| Espagne \| + 0 s \| |                    |           |                             |                 |
| |                    |           |                             |                 |
| Source : ProCyclingStats |                    |           |                             |                 |
| Classement général |                    |           |                             |                 |
| Coureur | Coureur            | Pays      | Équipe                      | Temps           |
| 1er | John Degenkolb     | Allemagne | Trek-Segafredo              | 3 h 47 min 29 s |
| 2e | Erik Baška         | Slovaquie | Bora-Hansgrohe              | + 0 s           |
| 3e | Coen Vermeltfoort  | Pays-Bas  | Roompot-Nederlandse Loterij | + 0 s           |
| 4e | Enrique Sanz       | Espagne   | Euskadi-Murias              | + 0 s           |
| 5e | Carlos Barbero     | Espagne   | Movistar Team               | + 0 s           |
| 6e | Albert Torres      | Espagne   | Espagne                     | + 0 s           |
| 7e | Jordi Warlop       | Belgique  | Sport Vlaanderen-Baloise    | + 0 s           |
| 8e | José Joaquín Rojas | Espagne   | Movistar Team               | + 0 s           |
| 9e | Leonardo Basso     | Italie    | Team Sky                    | + 0 s           |
| 10e | Xavier Cañellas    | Espagne   | Espagne                     | + 0 s           |